# 백자 달항아리 (보물 제1438호)
백자 달항아리(白磁 壺)는 서울특별시 종로구에 있는 조선시대의 백자이다. 2005년 8월 12일 대한민국의 보물 제1438호로 지정되었다.

## 지정 사유
높이와 몸통의 지름, 입지름과 굽지름의 비례, 또 높이 등 기준에 알맞은 항아리로서 규모도 크고 보존 상태도 완전한 편이다. 둥근 맛과 양감이 적당하면서 키도 훌쩍 커서 달항아리로서 보기 드물게 시원하고 힘 있는 느낌을 준다.
좌우대칭은 비교적 완전하여 비틀림과 쳐짐이 거의 없으며, 유약은 균열이 없고 단단하여 태토에 완전하게 융착되어 있다. 엷은 회색을 띠는 투명유로서 태토도 약간 회색을 띠고 표면 광택은 우수한 편이다. 입과 굽의 깎음과 몸통 전면을 다듬은 솜씨는 뛰어나 지정할 만한 가치가 있다.

## 같이 보기
- 백자

## 참고 자료
- 백자 달항아리 - 국가유산청 국가유산포털